# EHF Champions League 1997/98
An der EHF Champions League 1997/98 nahmen 35 Handball-Vereinsmannschaften teil, die sich in der vorangegangenen Saison in ihren Heimatligen für den Wettbewerb qualifiziert hatten. Es war die 38. Austragung der EHF Champions League bzw. des Europapokals der Landesmeister. Der Titelverteidiger war FC Barcelona. Die Pokalspiele begannen am 13. September 1997, das zweite Finalspiel fand am 25. April 1998 statt. Im Finale konnte sich FC Barcelona wieder gegen Badel 1862 Zagreb durchsetzen.

## Modus
Zum Auftakt gab eine Ausscheidungsrunde, gespielt im K.-o.-System mit Hin- und Rückspiel. Der Sieger zog in das Sechzehntelfinale ein, das ebenfalls im K.-o.-System mit Hin- und Rückspiel ausgespielt wurde. Die Sieger erreichten die Gruppenphase, die als „Champions League“ bezeichnet wurde. In der Gruppenphase mit vier Gruppen mit je vier Mannschaften, spielte in jeder Gruppe jeder gegen jeden ein Hin- und Rückspiel. Die jeweils zwei Gruppenbesten erreichten das Viertelfinale. Ab dem Viertelfinale wurde wieder im K.-o.-System mit Hin- und Rückspiel gespielt. Der Gewinner des Finales war EHF-Champions-League-Sieger der Saison 1997/98.

## Ausscheidungsrunde
Die Hinspiele fanden am 13. September 1997 statt, die Rückspiele am 20. September 1997, mit Ausnahme des Rückspiels der Partie
Vestmanna ÍF gegen Dinamo Bukarest, das am 14. September 1997 wie das Hinspiel in Vestmanna stattfand.
|                 | Gesamt |                       | Hinspiel | Rückspiel |
| --------------- | ------ | --------------------- | -------- | --------- |
| RK Prespa Resen | 66:51  | SPE Strovolou Nicosia | 39:21    | 27:30     |
| Vestmanna ÍF    | 37:41  | Dinamo Bukarest       | 20:25    | 17:16     |
| TJ VSŽ Košice   | 56:48  | HC Port Burgas        | 27:17    | 29:31     |

## Sechzehntelfinals
Die Hinspiele fanden am 4./5. Oktober 1997 statt, die Rückspiele am 11./12. Oktober 1997. Ademar Leon und HC Bruck hatten das Heimrecht getauscht.
|                         | Gesamt  |                            | Hinspiel | Rückspiel |
| ----------------------- | ------- | -------------------------- | -------- | --------- |
| KC Veszprém             | 64:51   | Kaustik Wolgograd          | 31:22    | 33:29     |
| Gymnastiki Enosi Verias | 48:64   | Badel 1862 Zagreb          | 23:25    | 25:39     |
| Ademar León             | 61:44   | HC Bruck                   | 33:21    | 28:23     |
| BK-46 Karis Handboll    | 48:52   | Drammen HK                 | 24:23    | 24:29     |
| HC Granitas Kaunas      | 46:51   | KA Akureyri                | 27:23    | 19:28     |
| Red Boys Differdange    | 47:67   | Pfadi Winterthur           | 20:32    | 27:35     |
| SKA Minsk               | 46:46 * | Roter Stern Belgrad        | 32:24    | 14:22     |
| TJ VSŽ Košice           | 46:56   | Virum Sorgenfri            | 24:26    | 22:30     |
| RK Celje                | 59:54   | Redbergslids IK            | 29:24    | 30:30     |
| HV Sittardia            | 34:48   | Académico Basket Clube     | 18:29    | 16:19     |
| FC Barcelona            | 71:42   | Çankaya Belediyesi Ankara  | 34:12    | 37:30     |
| Śląsk Wrocław           | 50:52   | Pallamano Trieste          | 31:21    | 19:31     |
| HC Zubří                | 61:48   | Dinamo Bukarest            | 35:22    | 26:26     |
| Hapoel Rishon LeZion    | 49:43   | US Ivry HB                 | 27:22    | 22:21     |
| TBV Lemgo               | 67:36   | Initia HC Hasselt          | 36:18    | 31:18     |
| RK Prespa Resen         | 50:49   | Schachtar Akademiya Donezk | 27:23    | 23:26     |

## Gruppenphase
Die Gruppenphase wurde zwischen dem 8. November 1997 und dem 1. Februar 1998 ausgespielt.

### Gruppe A
| Pl. | Mannschaft        | Sp. | S | U | N | Tore      | Diff. | Punkte |
| --- | ----------------- | --- | - | - | - | --------- | ----- | ------ |
| 1.  | RK Celje          | 6   | 5 | 0 | 1 | 0162:1330 | +29   | 10     |
| 2.  | Badel 1862 Zagreb | 6   | 4 | 0 | 2 | 0158:1410 | +17   | 8      |
| 3.  | Pallamano Trieste | 6   | 2 | 0 | 4 | 0141:1490 | −8    | 4      |
| 4.  | KA Akureyri       | 6   | 1 | 0 | 5 | 0132:1700 | −38   | 2      |

### Gruppe B
| Pl. | Mannschaft          | Sp. | S | U | N | Tore      | Diff. | Punkte |
| --- | ------------------- | --- | - | - | - | --------- | ----- | ------ |
| 1.  | Pfadi Winterthur    | 6   | 4 | 1 | 1 | 0168:1470 | +21   | 9      |
| 2.  | Ademar León         | 6   | 4 | 1 | 1 | 0191:1570 | +34   | 9      |
| 3.  | Roter Stern Belgrad | 6   | 2 | 0 | 4 | 0164:1800 | −16   | 4      |
| 4.  | Drammen HK          | 6   | 1 | 0 | 5 | 0138:1770 | −39   | 2      |

### Gruppe C
| Pl. | Mannschaft             | Sp. | S | U | N | Tore      | Diff. | Punkte |
| --- | ---------------------- | --- | - | - | - | --------- | ----- | ------ |
| 1.  | FC Barcelona           | 6   | 5 | 1 | 0 | 0179:1280 | +51   | 11     |
| 2.  | Académico Basket Clube | 6   | 3 | 1 | 2 | 0139:1400 | −1    | 7      |
| 3.  | Hapoel Rishon LeZion   | 6   | 3 | 0 | 3 | 0142:1660 | −24   | 6      |
| 4.  | Virum Sorgenfri        | 6   | 0 | 0 | 6 | 0135:1610 | −26   | 0      |

### Gruppe D
| Pl. | Mannschaft      | Sp. | S | U | N | Tore      | Diff. | Punkte |
| --- | --------------- | --- | - | - | - | --------- | ----- | ------ |
| 1.  | TBV Lemgo       | 6   | 4 | 1 | 1 | 0164:1450 | +19   | 9      |
| 2.  | KC Veszprém     | 6   | 4 | 1 | 1 | 0168:1440 | +24   | 9      |
| 3.  | RK Prespa Resen | 6   | 2 | 0 | 4 | 0159:1680 | −9    | 4      |
| 4.  | HC Zubří        | 6   | 1 | 0 | 5 | 0148:1820 | −34   | 2      |

## Viertelfinals
Die Hinspiele fanden am 21./22. Februar 1998 statt, die Rückspiele am 28. Februar und 1. März 1998.
|                        | Gesamt  |                  | Hinspiel | Rückspiel |
| ---------------------- | ------- | ---------------- | -------- | --------- |
| Ademar León            | 50:61   | RK Celje         | 24:26    | 26:35     |
| Badel 1862 Zagreb      | 51:45   | Pfadi Winterthur | 27:24    | 24:21     |
| KC Veszprém            | 60:60 * | FC Barcelona     | 33:28    | 27:32     |
| Académico Basket Clube | 51:55   | TBV Lemgo        | 25:29    | 26:26     |

## Halbfinals
Die Hinspiele fanden am 18. März 1998 statt, die Rückspiele am 22. März 1998.
|                   | Gesamt |           | Hinspiel | Rückspiel |
| ----------------- | ------ | --------- | -------- | --------- |
| FC Barcelona      | 63:56  | TBV Lemgo | 31:22    | 32:34     |
| Badel 1862 Zagreb | 51:45  | RK Celje  | 27:20    | 24:25     |

## Finale
Das Hinspiel in Barcelona fand am 18. April 1998 statt und das Rückspiel in Zagreb am 25. April 1998. Es war die gleiche Begegnung wie im Vorjahr und hatte mit FC Barcelona den gleichen Sieger, der damit seinen dritten Titel nacheinander gewinnen konnte.
|              | Gesamt |                   | Hinspiel | Rückspiel |
| ------------ | ------ | ----------------- | -------- | --------- |
| FC Barcelona | 56:40  | Badel 1862 Zagreb | 28:18    | 28:22     |